# Менчилка
Менчилка (Мечівка) (Męczywka) — гірська річка в Україні, у Рожнятівському районі Івано-Франківської області у Галичині. Правий доплив Чечви, (басейн Дністра).

## Опис
Довжина потоку 9,5 км, найкоротша відстань між витоком і гирлом — 8,03  км, коефіцієнт звивистості потоку — 1,83 . Формується багатьма безіменними гірськими потоками. Потік тече у гірському масиві Ґорґани.

## Розташування
Бере початок на південно-східних схилах гори Нередів (1553,0 м) (хребет Аршиця). Спочатку тече на північний схід і перед горою Верхній Сехліс (1356,0 м) повертає на північний захід, а далі на північний схід. У присілку Липовиці впадає у річку Чечву, ліву притоку Лімниці.